# Głuch
Głuch (deutsch Glauch) ist ein Dorf in der polnischen Woiwodschaft Ermland-Masuren. Es gehört zur Gmina Wielbark (Willenberg) im Powiat Szczycieński (Kreis Ortelsburg).

## Geographische Lage
Głuch liegt am linken Ufer des Omulef (polnisch Omulew) in der südlichen Mitte der Woiwodschaft Ermland-Masuren, 18 Kilometer südwestlich der Kreisstadt Szczytno (deutsch Ortelsburg).

## Geschichte
Das Dorf Glauch ist eine Gründung des Herzogs Georg Friedrich von Ansbach (d. Ältere). Am 16. Juni 1599 stellte er die Gründungsurkunde aus.
Im Jahre 1874 wurde das Dorf in den neu errichteten Amtsbezirk Kannwiesen (polnisch Chwalibogi, heute nicht mehr existent) im ostpreußischen Kreis Ortelsburg eingegliedert. Ab 1905 gehörte das Gut Kilischken (später „Abbau Glauch“ genannt), das 1722 gegründet wurde, zur Landgemeinde Glauch.
Die Landgemeinde Glauch zählte im Jahre 1910 insgesamt 222 Einwohner, im Jahre 1933 waren es 209 und 1939 noch 196.
Aufgrund der Bestimmungen des Versailler Vertrags stimmte die Bevölkerung in den Volksabstimmungen in Ost- und Westpreussen am 11. Juli 1920 über die weitere staatliche Zugehörigkeit zu Ostpreußen (und damit zu Deutschland) oder den Anschluss an Polen ab. In Glauch stimmten 144 Einwohner für den Verbleib bei Ostpreußen, auf Polen entfielen keine Stimmen.
Als 1945 das gesamte südliche Ostpreußen in Kriegsfolge an Polen überstellt wurde, war auch Glauch davon betroffen. Das Dorf erhielt die polnische Namensform „Głuch“ und ist heute als Sitz eines Schulzenamtes (polnisch Sołectwo) eine Ortschaft im Verbund der Stadt- und Landgemeinde Wielbark (Willenberg) im Powiat Szczycieński (Kreis Ortelsburg), bis 1998 der Woiwodschaft Olsztyn, seither der Woiwodschaft Ermland-Masuren zugehörig.

## Kirche
Vor 1945 war Glauch kirchlich nach Willenberg orientiert: zur evangelischen Kirche Willenberg in der Kirchenprovinz Ostpreußen der Kirche der Altpreußischen Union und auch zur römisch-katholischen Kirche der Stadt, die damals zum Bistum Ermland gehörte.
Heute gehört Głuch wieder zur katholischen Pfarrkirche in Wielbark, die nun dem Erzbistum Ermland zugeordnet ist. Die evangelischen Einwohner sind jetzt zur Pfarrei in Szczytno (Ortelsburg) in der Diözese Masuren der Evangelisch-Augsburgischen Kirche in Polen ausgerichtet.

## Schule
Die vor 1945 einklassige Dorfschule stammte aus der Zeit von König Friedrich Wilhelm III. Das Schulhaus wurde 1909 neu gebaut.

## Verkehr
Głuch liegt an der Woiwodschaftsstraße 508, die die beiden Landesstraßen DK 58 (bei Jedwabno (1938 bis 1945 Gedwangen)) und DK 57 (bei Wielbark (Willenberg)) miteinander verbindet. Eine Anbindung an den Bahnverkehr existiert nicht.